# 九州横断道路
九州横断道路（きゅうしゅうおうだんどうろ）は、大分県別府市と長崎県長崎市を結ぶ一連の道路の通称。中九州の観光開発を目的に建設され、別府、湯布院、くじゅう、阿蘇、熊本、雲仙、長崎と多くの観光地を経由する。やまなみハイウェイや大分県道・熊本県道11号別府一の宮線の別称として（つまり、区間が同一として）扱われることもあるが、実際にはこれらは当道路の一部である。
フェリー区間である三角 - 島原が廃止されているが、大分から長崎への主要ルートとして利用されてきた。

## 当時の周辺交通事情
湯布院から大分へは九州横断道路を迂回した別府経由ルートが大型トラックの輸送手段であった。
現在では急勾配がある別府側はトレーラーでも走りやすい登坂車線が整備された道路となっている。
別府経由で41km、国道210号で39kmと殆ど変わらない。

## 経路

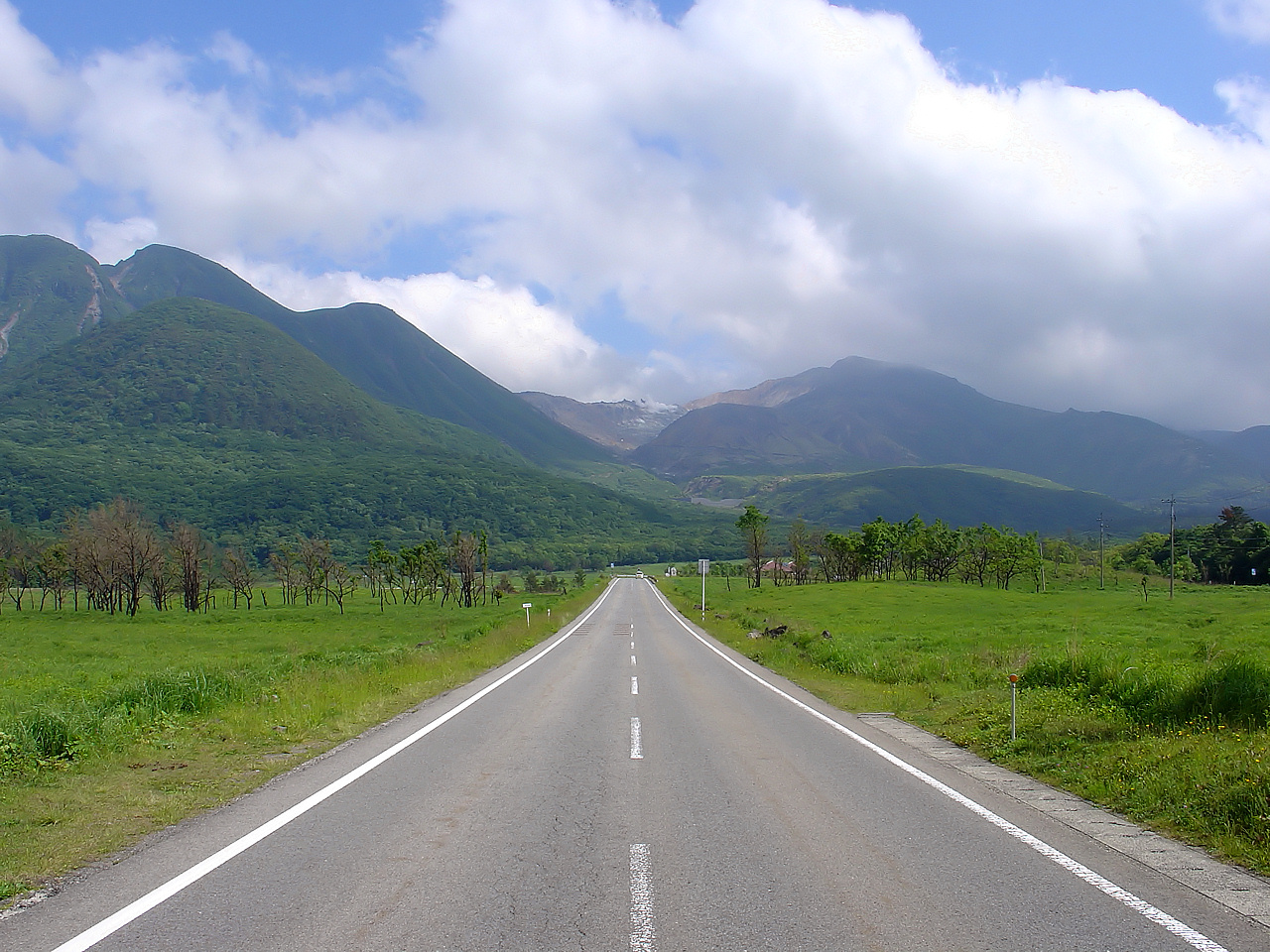
大分県道・熊本県道11号別府一の宮線

路線名については重複する路線は記載しない。
- 国道500号
大分県別府市（九州横断道入口交点） - 大分県別府市（照湯交点）
- 大分県道・熊本県道11号別府一の宮線
大分県別府市（照湯交点） - 大分県由布市（湯布院ハイツ前交点）
- 大分県道216号別府湯布院線
大分県由布市（湯布院ハイツ前交点） - 大分県由布市（青年の家入口交点）
- 国道210号
大分県由布市（青年の家入口交点） - 大分県由布市（水分峠交点）
- 大分県道・熊本県道11号別府一の宮線
大分県由布市（水分峠交点） - 熊本県阿蘇市（宮地交点）
- 国道57号
熊本県阿蘇市（宮地交点） - 熊本県熊本市（近見町交点）
- 国道3号
熊本県熊本市（近見町交点） - 熊本県宇土市（松原町交点）
- 国道57号
熊本県宇土市（松原町交点） - 長崎県諫早市（小船越トンネル交点）
- 国道34号
長崎県諫早市（小船越トンネル交点） - 長崎県長崎市（県庁前交点）

## 熊本から長崎へ
フェリー廃止区間の迂回路として、三角から天草五橋を渡り五和町の鬼池港から口之津港、熊本港から島原港のルートなどがある。